# Wesley Frazan
Wesley Frazan Bernardo noto semplicemente come Wesley Frazan (Macaé, 5 giugno 1996) è un calciatore brasiliano, difensore del Taubaté.

## Carriera
Cresciuto nel settore giovanile del Fluminense, ha esordito in Série A il 17 luglio 2017 nella partita vinta per 1-2 contro il Coritiba.

## Statistiche

### Presenze e reti nei club
Statistiche aggiornate al 31 dicembre 2017.
| Stagione        | Squadra         | Campionato      | Campionato | Campionato | Coppe nazionali | Coppe nazionali | Coppe nazionali | Coppe continentali | Coppe continentali | Coppe continentali | Altre coppe | Altre coppe | Altre coppe | Totale | Totale |
| Stagione        | Squadra         | Comp            | Pres       | Reti       | Comp            | Pres            | Reti            | Comp               | Pres               | Reti               | Comp        | Pres        | Reti        | Pres   | Reti   |
| --------------- | --------------- | --------------- | ---------- | ---------- | --------------- | --------------- | --------------- | ------------------ | ------------------ | ------------------ | ----------- | ----------- | ----------- | ------ | ------ |
| 2017            | Fluminense      | A+A1/RJ         | 6+2        | 0          | CB              | 0               | 0               | CS                 | 3                  | 0                  | PL          | 0           | 0           | 11     | 0      |
| Totale carriera | Totale carriera | Totale carriera | 8          | 0          |                 | 0               | 0               |                    | 3                  | 0                  |             | 0           | 0           | 11     | 0      |